# Donald H. McLean

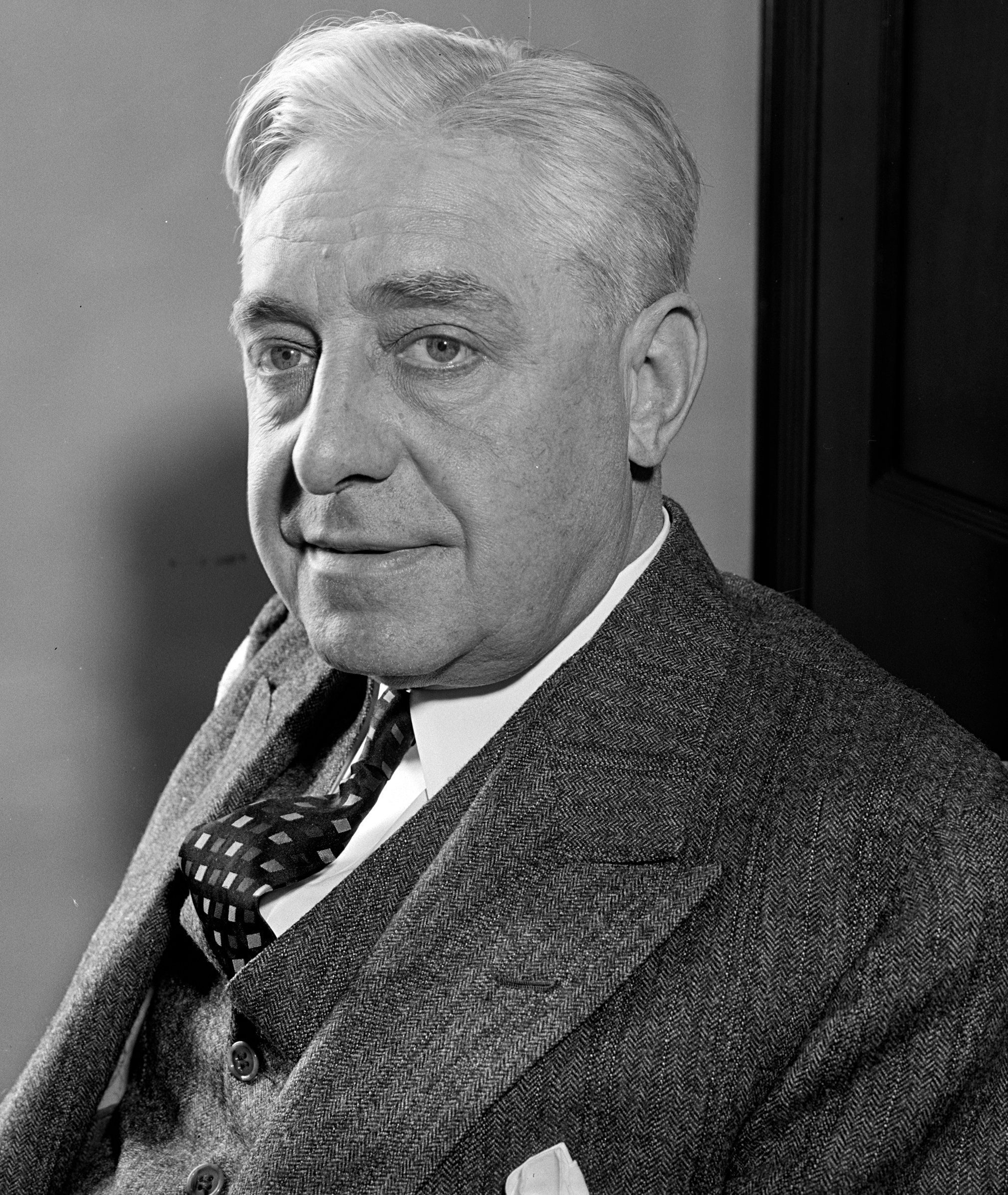
Donald H. McLean (1939)

Donald Holman McLean (* 18. März 1884 in Paterson, New Jersey; † 19. August 1975 in Burlington, Vermont) war ein US-amerikanischer Jurist und Politiker. Zwischen 1933 und 1945 vertrat er den Bundesstaat New Jersey im US-Repräsentantenhaus.

## Werdegang
Donald McLean besuchte die öffentlichen Schulen seiner Heimat. Zwischen 1897 und 1902 fungierte er als Page im US-Senat; von 1902 bis 1911 war er Sekretär des US-Senators John Kean. Nach einem Jurastudium an der George Washington University und seiner 1909 erfolgten Zulassung als Rechtsanwalt begann er in Elizabeth in diesem Beruf zu arbeiten. In New Jersey wurde er Special Master in Chancery und Staatsbeauftragter der Regierung am Obersten Gerichtshof seines Staates. Zwischen 1918 und 1923 war er stellvertretender Staatsanwalt im Union County.
Politisch war McLean Mitglied der Republikanischen Partei. Bei den Kongresswahlen des Jahres 1932 wurde er im sechsten Wahlbezirk von New Jersey in das US-Repräsentantenhaus in Washington, D.C. gewählt, wo er am 4. März 1933 die Nachfolge von Randolph Perkins antrat. Nach fünf Wiederwahlen konnte er bis zum 3. Januar 1945 sechs Legislaturperioden im Kongress absolvieren. Während seiner Zeit im Kongress wurden dort die New-Deal-Gesetze der Bundesregierung unter Präsident Franklin D. Roosevelt verabschiedet. Seit 1941 war auch die Arbeit des Kongresses von den Ereignissen des Zweiten Weltkrieges geprägt. Im Jahr 1933 wurde der 21. Verfassungszusatz ratifiziert, durch den der 18. Zusatzartikel aus dem Jahr 1919 wieder aufgehoben wurde. Dabei ging es um das Prohibitionsgesetz.
1944 verzichtete McLean auf eine erneute Kongresskandidatur. Nach dem Ende seiner Zeit im US-Repräsentantenhaus amtierte er in den Jahren 1945 und 1946 als Staatsanwalt im Union County. Danach war er bis 1948 Richter am New Jersey Court of Errors and Appeals. In den folgenden 20 Jahren praktizierte er wieder als Rechtsanwalt. 1968 zog sich McLean in den Ruhestand zurück. Er starb am 19. August 1975 in Burlington.